# Forskalia asymmetrica
Forskalia asymmetrica is een hydroïdpoliep uit de familie Forskaliidae. De poliep komt uit het geslacht Forskalia. Forskalia asymmetrica werd in 2003 voor het eerst wetenschappelijk beschreven door Pugh. 